# Маріїнський театр
59°55′32″ пн. ш. 30°17′46″ сх. д. / 59.925555555556° пн. ш. 30.296111111111° сх. д.
Марії́нський теа́тр (рос. Марии́нский театр) — театр опери та балету в Санкт-Петербурзі, один з найвідоміших російських театрів.
Веде свою історію від заснованого в 1783 за наказом імператриці Катерини II Великого театру. Театр спочатку розташовувався на тому місці, де тепер розміщена Санкт-Петербурзька консерваторія. Власне Маріїнський театр, названий так на честь дружини Олександра II імператриці Марії Олександрівни, відкрився 2 жовтня 1860 року оперою Михайла Глінки «Життя за царя».
У радянські роки (з 1934 по 1992) театр офіційно називався Ленінградський державний академічний театр опери й балету ім. С. М. Кірова.

## Головні диригенти
- 1869–1916 — Едуард Направник
- 1916–1925 — Микола Малько
- 1925–1936 — Володимир Дранішніков
- 1936–1943 — Арій Пазовський
- 1943–1953 — Борис Хайкін
- 1953―1956 — Сергій Єльцин
- 1961―1967 — Климов Олександр Гнатович
- 1967―1975 — Костянтин Сімеонов
- 1976–1988 — Юрій Темірканов
- 1988―… — Валерій Гергієв

## Хормейстери
З 1883 до 1920-х років хормейстером був Козаченко Георгій Олексійович.

## Балетна трупа
| Танцівники до 2000 року | Танцівники після 2000 року |
| --- | --- |
| - Матильда Кшесінська (1890–1917) - Марієтта Франгопуло (1919–1947) - Алла Осипенко (1950–1971) - Рудольф Нурієв (1958–1961) - Микита Долгушин - Джон Марківський (1965–1971) - Михайло Баришніков (1967–1974) - Юрій Соловйов - Костянтин Сергєєв - Нінель Кургапкіна (1947–1981) - Ірина Колпакова - Сергій Бережний (1949—2011) | - Фарух Рузіматов (1981–2007) - Юлія Махаліна (1986 — нині) - Діана Вішньова (1995 — нині) - Уляна Лопаткіна (1995 — нині) - Світлана Захарова (1996 — 2003) - Ірма Ніорадзе - Дар'я Павленко - Вікторія Терешкіна - Ігор Зеленський - Євген Іванченко - Ігор Колб - Данила Корсунці - Леонід Сарафанов - Андріан Фадєєв - Олександра Іосіфіді |